# Conrad Schroeder

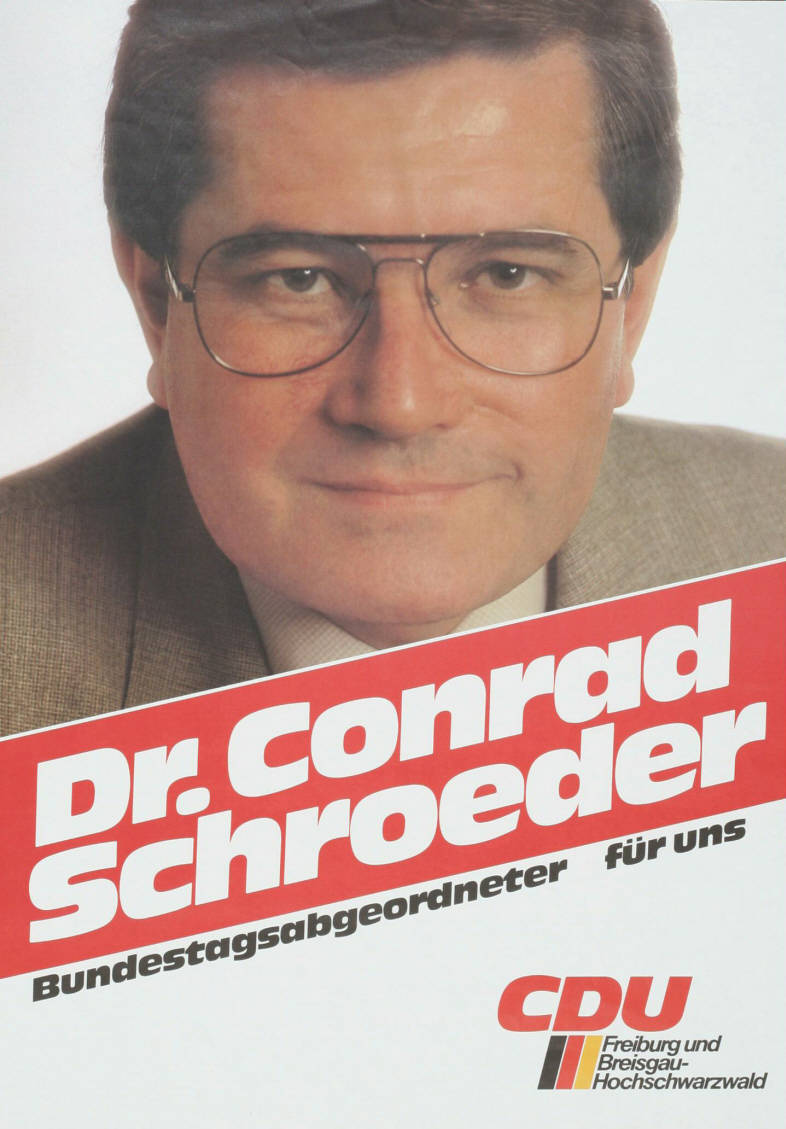
Kandidatenplakat zur Bundestagswahl 1983

Conrad Schroeder (* 22. November 1933 in Freiburg im Breisgau; † 27. September 2006 ebenda) war ein deutscher Politiker der CDU.

## Leben und Politik
Conrad Schroeder war der Sohn des Freiburger Architekten Gregor Schroeder (1906–1976) und seiner Frau Franziska, geb. Keller (1908–1979). Er hatte drei jüngere und eine ältere Schwester. Bis 1944 besuchte er die Emil-Thoma-Volksschule in Freiburg, anschließend eine Volksschule in Schwabmünchen. Dem Besuch des Freiburger Berthold-Gymnasiums von 1945 bis 1954 folgte das Abitur am Münchner Theresien-Gymnasium.
Nach einem Studium der Rechtswissenschaften an der Albert-Ludwigs-Universität und anschließender juristischer Promotion (1970 bei Martin Bullinger) war Conrad Schroeder zunächst in der Freiburger Finanzverwaltung tätig.
Schroeder wurde 1971 erstmals für die CDU in den Gemeinderat von Freiburg im Breisgau gewählt, dem er zunächst bis 1991 angehörte. Er war von 1976 bis 1980 Mitglied des Landtages von Baden-Württemberg, wo er das Direktmandat des Wahlkreises Freiburg II (West) vertrat. Zwischen 1980 und dem 20. Oktober 1991 gehörte er, jeweils als direkt gewählter Abgeordneter des Wahlkreises Freiburg, dem Deutschen Bundestag an. Für ihn rückte Sigrun Löwisch in den Bundestag nach.
Schroeder wurde 1991 von der baden-württembergischen Landesregierung als Nachfolger von Norbert Nothhelfer zum Regierungspräsidenten des Regierungsbezirks Freiburg ernannt und übte dieses Amt bis zu seiner Pensionierung 1998 aus. Nachfolger in diesem Amt wurde Sven von Ungern-Sternberg.
Wichtige Anliegen von Conrad Schroeder waren die Grenzüberschreitende Zusammenarbeit an Oberrhein, Hochrhein und Bodensee sowie die Intensivierung und Vertiefung der deutsch-französischen Freundschaft. Die französische Regierung ernannte ihn zum Ritter der Ehrenlegion.

## Ehrenamtliches Engagement

mit Stiftungsgründerin Dr. Silvia Berk und ihrem Nachfolger Wilderich von Droste zu Hülshoff, Galerie Libertas per Veritatem, Freiburg 1994

Von 1999 bis 2006 gehörte Schroeder erneut dem Freiburger Gemeinderat an. Zudem war er bis zu seinem Tod Präsident der
Freiburger Turnerschaft von 1844. Sein Nachfolger in diesem Amt wurde im Jahr 2010 der ehemalige Regierungspräsident Norbert Nothhelfer. Conrad Schroeder war außerdem Präsident des Freiburger Münsterbauvereins und des Euroinstituts in Kehl.
Conrad Schroeder engagierte sich auch für andere Kultur-Institutionen, er eröffnete z. B. 1994 die Galerie der Stiftung Libertas per Veritatetem in Freiburg.
An seinem 75. Geburtstag im Jahr 2008 vergab die Stadt Freiburg für das Centre Culturel Français Freiburg (CCFF) den Namenszusatz „Conrad Schroeder“.

## Ehrungen
- 1980: Verdienstkreuz am Bande der Bundesrepublik Deutschland
- 1993: Verdienstkreuz 1. Klasse der Bundesrepublik Deutschland
- 1998: Großes Verdienstkreuz der Bundesrepublik Deutschland
- 1995: Ritter der Ehrenlegion
- 1995: Commendatore dell' Ordine
- 1999: Komtur des Päpstlichen Ritterordens des heiligen Gregors des Großen[5]